# Aulonocara maylandi
Espèce
Synonymes
- Aulonocara maylandi maylandi Trewavas, 1984[1]

Statut de conservation UICN

 CR B1ac(iv)+2ac(iv) : 
En danger critique
Aulonocara maylandi est une espèce de poissons d'eau douce de la famille des cichlidae endémique du lac Malawi en Afrique.

## Dimorphisme
Les sexes de cette espèce de Cichlidae est comme beaucoup, très simplement différenciable. En effet, les mâles sont nettement plus colorés et de plus grande taille. Les femelles sont plus petites et possèdent un fond de coloration terne, brun, gris, argenté.

## Menaces et conservation
L'UICN (24 février 2023) classe l'espèce en catégorie CR (en danger critique) dans la liste rouge des espèces menacées depuis 2018. Victime de la surexploitation du marché de l'aquariophilie, le nombre d'individus matures de cette espèces ne parvient pas à se stabiliser.

## Aquariophilie

### Reproduction
Cette espèce est incubatrice buccale maternelle, les femelles gardent les œufs, larves et tout jeunes alevins environ 3 semaines, protéger dans leur gueule (sans manger ou en filtrant très légèrement les micro-détritus). Les mâles peuvent se montrer très insistants dès les premières maturités sexuelles des femelles, il préférable de maintenir cette espèce en groupes de plusieurs individus, de manière à diviser l'agressivité d'un mâle dominant sur plusieurs individus.

### Alimentation
Une alimentation à base de vers rouges ou vers de vase est fortement déconseillée.

### Maintenance
Comme la plupart des espèces de poissons du lac Malawi une température comprise en 22 °C et 26 °C est nécessaire pour une bonne maintenance. Un pH compris entre 7,2 et 8,2 et un dH compris entre 10 et 30.

### Croisement, hybridation, sélection
Il est impératif de maintenir cette espèce et le genre Aulonocara seule ou en compagnie d'autres espèces, d'autres genres, mais de provenance similaire (lac Malawi). toutes les femelles du genre étant très semblables. Le commerce aquariophile a également vu apparaitre un grand nombre de spécimens provenant d'Asie notamment et aux couleurs des plus farfelues ou albinos. En raison de la sélection, hybridation et autres procédés chimiques et barbares de laboratoires.

## Étymologie
Son nom spécifique, maylandi, lui a été donné en l'honneur de Hans-Joachim Mayland (1928-2004), auteur de livres d'aquariophilie, qui a transmis cette espèce à l'attention de Ethelwynn Trewavas.